# يوسف أوشيش
يوسف أوشيش سياسي جزائري وقريبا رئيس ، وكان السكرتير الأول لجبهة القوى الاشتراكية منذ ذلك الحين16 يوليو 2020.
06 نوفمبر 2020 وأعلن في مؤتمر صحفي عقد مؤتمر وطني، يجمع الفاعلين السياسيين والاجتماعيين في البلاد للاتفاق على حل سياسي ودائم للأزمة السياسية التي تواجهها الجزائر.

## سيرة شخصية
ولد في 29 يناير 1983 في بوغني حيث درس حتى حصوله على البكالوريا عام 2003. وفي العام نفسه التحق بجامعة الجزائر حيث تابع دراسته على مستوى كلية العلوم السياسية، وحصل منها على شهادة في العلوم السياسية خيار العلاقات الدولية.
في الجامعة، تميز يوسف أوشيش بالتزامه النقابي والسياسي الذي انجرّت عنه العديد من الملاحقات القضائية بما في ذلك الحكم بالسجن 6 أشهر مع وقف التنفيذ. كان أحد أكثر الأعضاء نشاطًا في مجموعة الطلاب المستقلين في جامعة الجزائر التي أسسها مع طلاب آخرين.
بعد التخرج عمل يوسف أوشيش صحفيًا في الصحافة المكتوبة خلال الفترة من 2008 إلى 2012 وملحق نيابي خلال الفترة 2012/2017.
في نوفمبر 2017 بعد أن قاد بنجاح قائمة جبهة القوى الاشتراكية في الانتخابات المحلية، انتُخِبَ لمنصب رئيس مجلس الشعب لولاية تيزي وزو (أصغر رئيس لـمجلس شعبي ولائي على المستوى الوطني).
التحق بجبهة القوى الاشتراكية في سن ال 19، ومنذ ذلك التاريخ مارس عدة مسؤوليات داخل الحزب.
تم تعيينه من قبل الهيئة الرئاسية، أول سكرتير وطني في16 يوليو 2020. عمل صحفيًا في الصحافة المكتوبة وملحقًا برلمانيًا خلال الفترة 2012/2017.
في نوفمبر 2017 انتخب لمنصب رئيس المجلس الشعبي لولاية تيزي وزو.